# Johan Petersson (politiker)
För andra betydelser, se Johan Petersson.
Johan Petersson (i riksdagen kallad Petersson i Boestad), född 10 september 1828 i Nottebäcks församling, Kronobergs län, död där 1 juli 1902, var en svensk hemmansägare och riksdagsledamot.
Petersson var hemmansägare i Boestad i Nottebäcks socken. I riksdagen var han 1885–1899 ledamot av andra kammaren, invald i Uppvidinge härads valkrets.